# Canapificio Veneto
Il Canapificio Veneto iniziò la sua attività di produzione di corde e spaghi nel Maggio 1883 a Cornuda (Treviso), nella Pedemontana Veneta, ed assunse presto una grande importanza per numero di operai e volume di produzione, anche per l’esportazione. Fu danneggiato pesantemente nel Primo conflitto mondiale trovandosi sulla linea del Piave e nel 1920 fu acquisito dal Linificio e Canapificio Nazionale con sede a Milano. Chiuse definitivamente nel 1968, a causa della concorrenza delle fibre sintetiche e della scomparsa della coltivazione della canapa, anche a seguito di divieti per motivi sanitari.

La sua importanza nell’ambito dell’archeologia industriale e della tecnologia è dovuta al fatto di essere stata la prima fabbrica, verosimilmente a livello mondiale, ad essere progettata in funzione dell’energia elettrica secondo nuovi modelli produttivi e un’architettura orizzontale, in discontinuità con quella verticale della prima rivoluzione industriale, che resisterà ancora per decenni prima di lasciare definitivamente il campo alle attuali fabbriche “piatte”. Questa radicale innovazione rappresenta quindi il punto di passaggio alla seconda rivoluzione industriale.
Parte del complesso ora ospita alcune aziende e la Tipoteca Italiana, un Museo della Stampa del Design tipografico di livello mondiale.

## Storia

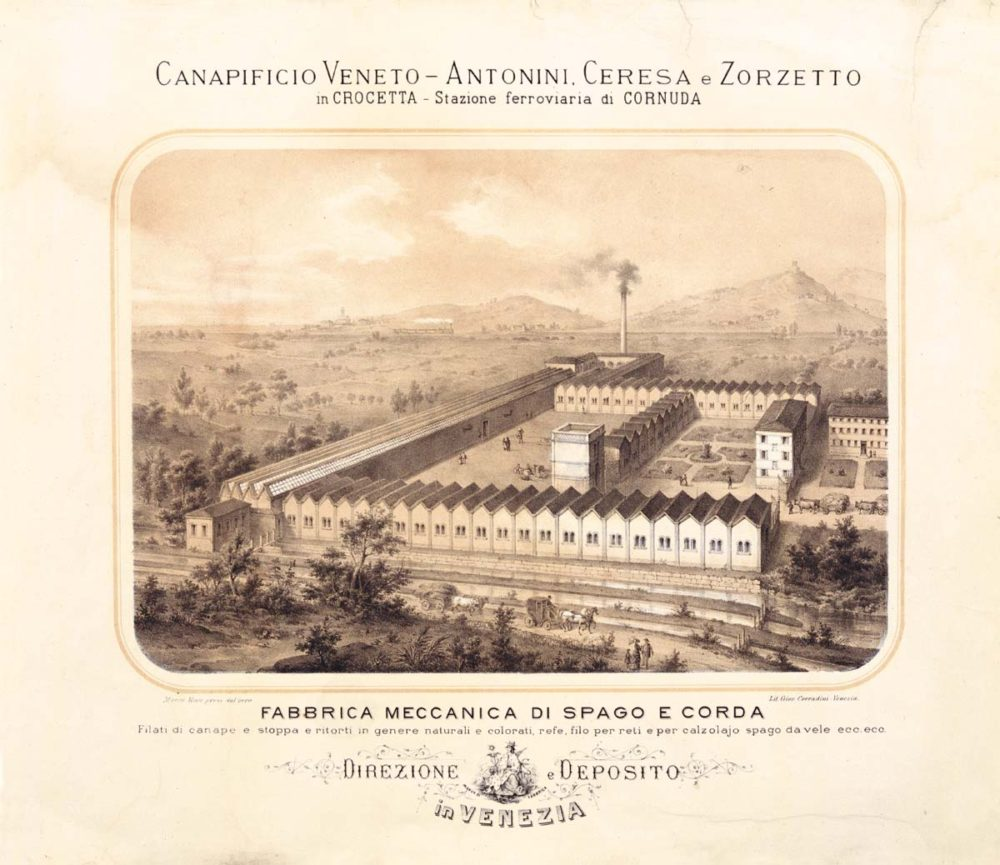
Nucleo originale del Canapificio Veneto

Nei primi decenni dell’Ottocento l’Italia era fortemente arretrata dal punto di vista sociale ed economico rispetto ai più progrediti e industrializzati paesi dell'Europa. La situazione cambiò con l’industrializzazione di fine Ottocento. Le produzioni a livello industriale interessarono fin dall’inizio il comparto tessile e la canapa occupava un posto di rilievo.
In questo contesto nacque la più rilevante industria del Trevigiano ad opera della famiglia Antonini, che gestiva una fabbrica di corde e spaghi nel veneziano. Antonio Antonini e il figlio Andrea, forti dell’amicizia con la famiglia veneziana dei Ceresa, decisero di mettere a profitto i loro capitali costruendo una grande fabbrica. 
Il giovane e brillante Andrea dopo il matrimonio con Teresa Ceresa intraprese un lungo viaggio in Europa visitando fabbriche a Praga, Vienna, Monaco e al nord della Germania.
Al suo rientro in Italia il progetto industriale prese forma. Cercò un luogo adatto all’insediamento della fabbrica e tramite i filandieri Marcato residenti a Crocetta, nel Comune di Cornuda, fu individuata una vasta estensione di terreno attraversato dal canale Brentella sul quale era posto un mulino sega. Perfezionate le trattative di acquisizione del terreno ed ottenuto dal Consorzio Brentella il trasferimento della concessione per l’uso dell’acqua per una centrale idroelettrica, nel maggio del 1882 fu costituita la società Canapificio Veneto Antonini, Ceresa e Zorzetto. I soci erano Antonio e Andrea Antonini, Giacomo e Pacifico Ceresa e Angelo Zorzetto. Il capitale era di Lire 3.750.000 versato in quote uguali da ciascun socio.
La fabbrica cominciò a funzionare nel maggio del 1883 e gli amministratori e maggiorenti di Cornuda furono invitati a visitarla, con l’offerta di allacciare le proprie abitazioni all’energia elettrica, precisamente il 3 ottobre 1883. Queste due date sono antecedenti alla messa in funzione e all’inaugurazione pubblica (18 giugno e 26 dicembre 1883) della centrale termoelettrica di Milano con tecnologia Edison, generalmente considerata la prima dell’Europa continentale.

La prima centrale idroelettrica, costituita da una dinamo mossa dalla forza dei 365 cavalli vapore generata dalle turbine della Società Veneta di costruzioni meccaniche di Treviso, era in grado di alimentare i motori delle macchine per la filatura. Al montaggio delle stesse presiedeva il direttore boemo Giovanni Neutvich, coadiuvato dal veneziano di origini inglesi Enrico Gilberto Neville. Il primo nucleo delle maestranze era composto da 500 donne e 150 uomini che lavorano in turni giorno e notte, agevolati in questo dall’illuminazione elettrica.
Il Canapificio Veneto trasformava la canapa in corde, spaghi, reti, fili bianchi e colorati, refi e gomene destinati ai mercati italiano ed estero, raggiungendo una produzione mensile di 2.500 quintali. L’azienda conobbe un grande successo dovuto alla rete di vendita e al buon funzionamento della filiera produttiva, grazie anche al direttore Georg Schacher, arrivato da Monaco di Baviera nel 1885. Quando Schacher se ne andò, meritandosi l’intitolazione di una piazzetta all’interno del villaggio operaio, il Canapificio aveva già conosciuto un grande sviluppo: i 1.500 dipendenti del 1900 salirono fino ai 2.800 nel 1908. 

Nel 1902 la località di Crocetta si rese indipendente dal comune di Cornuda, ospitando nel suo territorio parte della fabbrica. A seguito di un lungo sciopero del luglio del 1913, il personale venne ridimensionato e l’anno seguente la guida del Canapificio fu affidata all’Ing. Federico Puricelli. Il prodotto finito raggiunse i 3.000 quintali al mese, grazie al potenziamento dei macchinari. 

Il Primo Conflitto Mondiale si avvicinava: l’Italia entrò in guerra e dopo la disfatta di Caporetto nel 1917 il fronte si attestò sul Piave, interessando anche Crocetta Trevigiana, per cui l’attività dell’azienda venne bruscamente interrotta. La popolazione dovette abbandonare le proprie abitazioni. I macchinari e le merci del Canapificio furono trasferiti a Milano e Genova. 
Nel 1919 cominciò l’opera di ricostruzione. L’impresa, pur tra mille difficoltà, stava diventando colossale e la società, per trovare nuove alleanze, si trasformò da collettiva in anonima con sede in Milano, dopo aver elevato il capitale sociale da 2.400.000 lire a 10.000.000. L’aumento avveniva mediante cessione di alcuni beni immobili appartenenti ai soci, tra i quali una filanda. L’operazione derivava dalla volontà di Antonini di abbandonare il Canapificio a causa dei gravosi impegni per la ristrutturazione e per aver mal digerito la rivolta dei suoi dipendenti del 1913.
Così l’intero pacchetto azionario del Canapificio Veneto passò nel 1920 al Linificio & Canapificio Nazionale, azienda sorta a Milano nel 1873, che per la lavorazione delle fibre tessili si avvaleva dell’opera di 21 stabilimenti ubicati prevalentemente nel nord Italia, se si esclude quello di Frattamaggiore (Napoli). Con una simile concentrazione di forze produttive e commerciali il L.&C.N. era in grado di esportare i suoi prodotti in tutta Europa e anche in Sud-America. 

Quando nel 1928 la guerra era solo un ricordo e le attività produttive erano riprese sia in Italia che all’estero anche il Canapificio, sotto la direzione di Luigi Denti, ritrovò la sua efficienza e, grazie alla collaborazione milanese, tornò in attivo.
Superato anche il negativo periodo del 1929 si puntò al rilancio con l’ammodernamento dei macchinari. Il L.&C.N. era in grado di produrre nel 1937 un milione di chili di filato di lino e guardava alla canapa con interesse, poiché la qualità prodotta in Italia era la migliore in assoluto. Ma nuovi prodotti si affacciavano sui mercati internazionali. 

Si apriva la nuova era del petrolio e il Presidente Roosevelt, sollecitato dalla lobby dei petrolieri, firmò l’atto che di fatto impediva la coltivazione della canapa. Il provvedimento adottato a seguito dell’intervento del Dipartimento Narcotici, sosteneva che i lavoratori dell’industria canapiera erano soggetti a episodi di violenza e di pazzia. Questa proibizione divenne legge in quasi tutti i paesi del mondo. Dalla lavorazione del petrolio si ottenevano le fibre sintetiche che ben presto avrebbero soppiantato quelle naturali. Un duro colpo per l’industria della canapa. 

Arrivò anche la Seconda Guerra Mondiale. Nella relazione all’assemblea degli azionisti del Canapificio Veneto sulla gestione del 1943, il Presidente Giulio Sessa si soffermò sulle ripercussioni degli avvenimenti politici e militari che avevano coinvolto anche ogni aspetto produttivo ed economico: la limitazione nell’uso dell’energia elettrica, la rarefazione della manodopera specializzata, in parte chiamata alle armi e in parte attratta da condizioni salariali più interessanti nell’industria pesante, le difficoltà nei trasporti e negli approvvigionamenti avevano ostacolato la crescita produttiva. L’aumento dei prezzi delle materie prime e dei combustibili, unito all’adeguamento delle retribuzioni salariali del gennaio 1943, non avevano trovato adeguato riscontro nei prezzi di vendita dei manufatti bloccati all’anno 1940. Nonostante tali difficoltà, il 28 marzo 1944 fu convocata a Milano l’assemblea del Canapificio Veneto per l’approvazione del bilancio, auspicando la ripresa del comparto tessile e il conseguente rilancio dell’opificio di Crocetta. 
Le speranze furono presto disattese, infatti gli anni a seguire vedranno crescere la concorrenza del nylon.
Questo clima di incertezze si avvertiva particolarmente nel paese di Crocetta. La forza lavoro diminuiva a 500 unità e gli amministratori erano impegnati nel maquillage dei bilanci, operando le rivalutazioni monetarie utili per usufruire delle agevolazioni fiscali in caso di cessione dei beni aziendali.

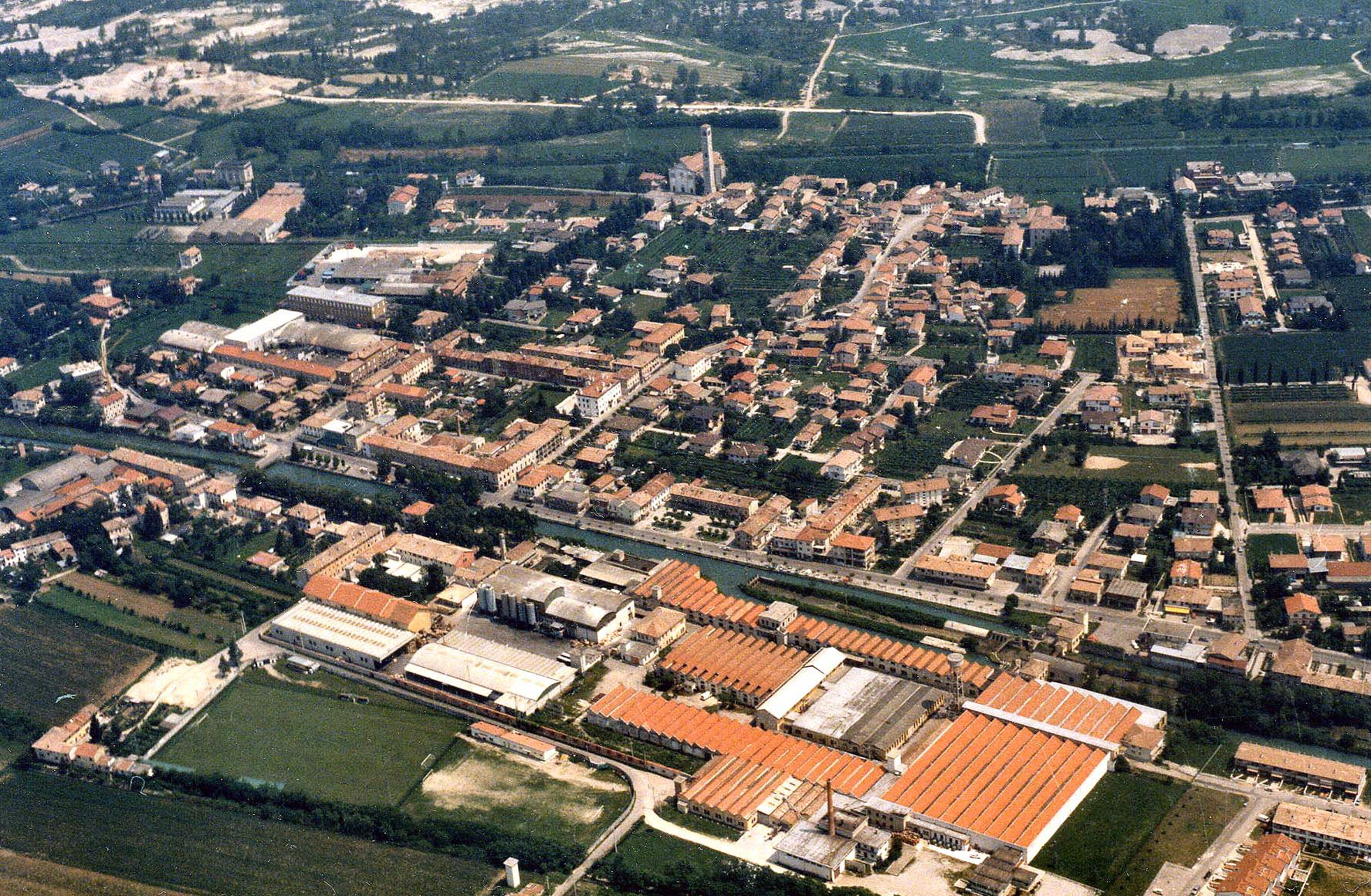
Area Canapificio anni 60

Una lenta agonia era cominciata per il Canapificio Veneto e la preoccupazione si fece concreta quando la direzione di Milano decise di mettere in vendita le 140 abitazioni del villaggio operaio, le villette dei dirigenti, la filanda ed altre attività. Il lavoro diminuiva progressivamente e le perdite si accumulavano tanto da indurre l’azienda a ridurre ulteriormente il personale che passò a 170 unità. Le lotte sindacali, gli interventi dell’Amministrazione Comunale e dei politici del tempo non riuscirono a scongiurare la chiusura dello stabilimento alla fine del 1967. Nell’assemblea dei soci del 20 aprile 1968 fu approvata l’incorporazione del Canapificio Veneto nel Linificio & Canapificio Nazionale. 

Si concludeva così un’era. Lo stabile venne ceduto al miglior offerente e successivamente rivenduto a piccole e media aziende che, nei vari padiglioni, costituirono le sedi delle loro nuove attività, assorbendo parte del personale rimasto senza lavoro.

## Complesso Industriale

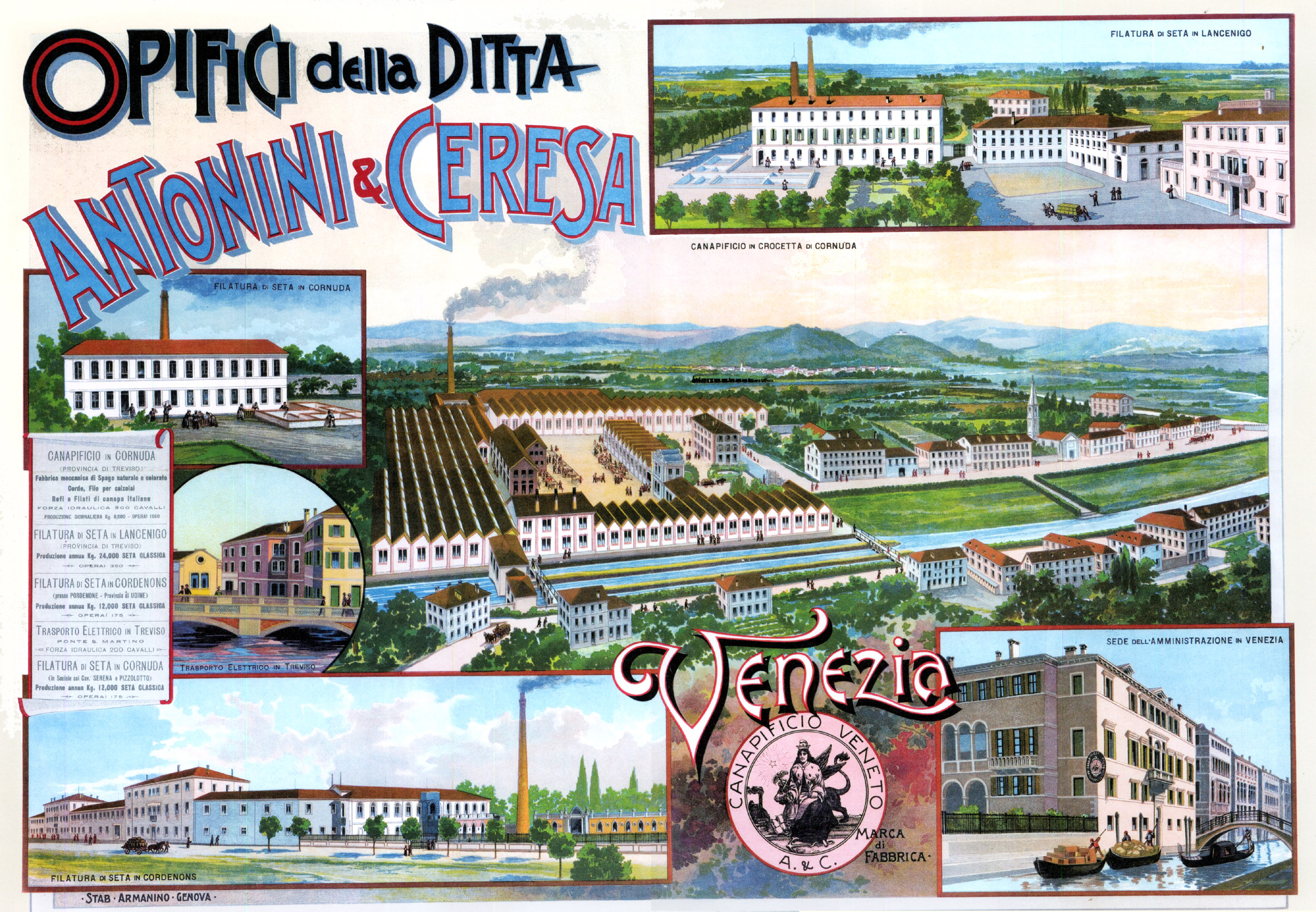
Ditta Antonini e Ceresa

L’insediamento produttivo del Canapificio Veneto venne realizzato tra il 1882 e 1883 su progetto dell’ingegnere trevigiano Giovanni Marini coadiuvato dal collega Giobatta Dall’Armi, nativo del luogo ed esperto in ingegneria idraulica. Sorse sul lato destro del canale Brentella in località Crocetta nel Comune di Cornuda, dove nel 1884 giungerà la ferrovia, stazione di arrivo per la canapa proveniente dal basso Veneto e dalla Romagna e punto cruciale per le spedizioni del prodotto finito. La localizzazione della fabbrica fu scelta per la vicinanza al Brentella, canale derivato dal Piave fin dal 1436 e per l’opportunità, offerta da un’antica concessione, di sfruttare il flusso dell’acqua per muovere tre ruote di un mulino, concessione poi ampliata negli anni successivi. 

Nel 1882 la società Canapificio Veneto Antonini, Ceresa & Zorzetto acquistò dalla famiglia Guillon-Mangilli l’opificio e vi installò due turbine per la produzione di energia elettrica. Fu questa la grande innovazione degli industriali veneziani, che avevano intuito la potenzialità della nuova fonte, non solo per l’illuminazione, ma soprattutto per distribuire l’energia alle macchine nei vari reparti. Questo spiega l’allora inedito sviluppo orizzontale rispetto al dominante modello verticale (lungo, stretto e su più piani) della prima rivoluzione industriale.

Il primo nucleo del Canapificio si sviluppò su un’area di 7.000 mq disposti attorno ad un vasto cortile, dal quale si ricavavano i locali dove avveniva la trasformazione della canapa greggia in corde, spaghi, fili bianchi e colorati di ogni grossezza. La pettinatura, un salone di 80 metri per 20, era dotata di macchine di produzione straniera del costo di Lire 20.000 cadauna, mentre il reparto di corderia, situato in un locale lungo 127 metri, attraverso i suoi meccanismi produceva corde di qualsiasi titolo e perfino gomene.
La massima espansione della fabbrica fu raggiunta nel 1908 con oltre 19.000 mq coperti.

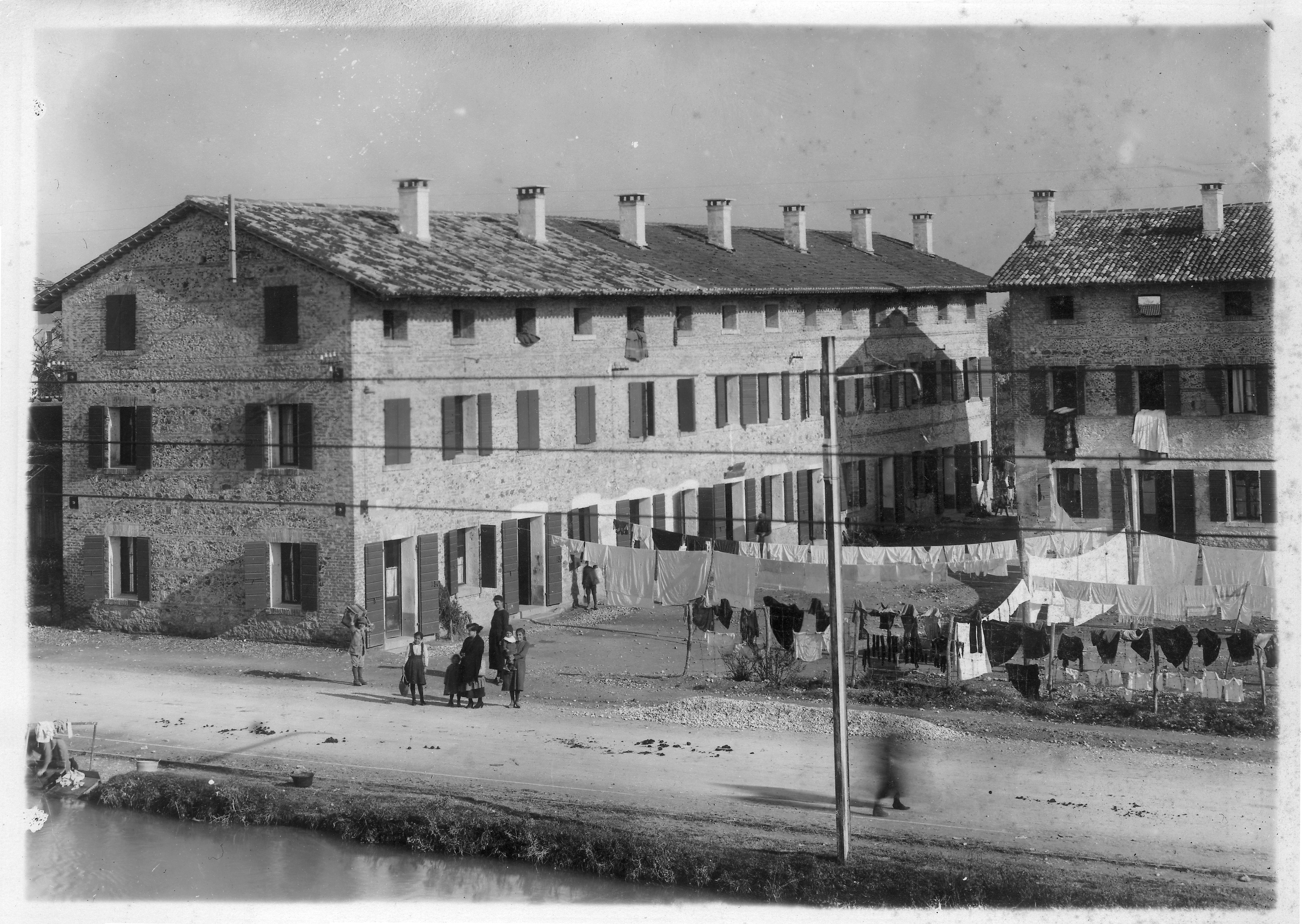
Villaggio operaio

Si rese subito necessario sistemare i lavoratori che venivano da svariati paesi e non potevano rientrare a casa alla fine del loro turno di lavoro. A ridosso della portineria fu costruito un convitto per le ragazze chiamato “casa operaia” (ora sede della Tipoteca Italiana Fondazione con annesso Museo della stampa e del design tipografico) e un po’ alla volta le abitazioni per i dirigenti, i meccanici e gli operai.
Non vi era un progetto complessivo né organico per le costruzioni. Si trattava di un villaggio che si formava in base alle necessità della fabbrica. Tra il 1886 e il 1890 furono costruiti cinque blocchi di case abbinate lungo la via di accesso allo stabilimento, destinate ai capi reparto. Per operai e operaie che provenivano dalla zona di Castelfranco fu costruito un blocco di case a schiera chiamate “Castellane”, poi fu la volta del Borgo Bassano, per chi arrivava da quella zona. Per la fabbrica era prevista un’espansione verso il capoluogo Cornuda, ma alcuni contrasti sorti con l’Amministrazione Comunale indussero Antonini ad espandersi verso la località di Rivasecca. Sorsero quindi (1890-1894) i blocchi delle Turbine, nei pressi della seconda centrale idroelettrica, sempre sul canale Brentella, e quello degli Orti, così denominato poiché in vicinanza di un appezzamento di terreno destinato alle coltivazioni di ortaggi per la comunità.

Dal 1895 al 1900 sorse quello che fu definito il centro della località di Crocetta con un lungo caseggiato lungo la via principale, destinato ad accogliere al piano terra i negozi di ogni genere, mentre il primo piano era riservato a magazzini del Canapificio. Sul retro di questo lungo edificio sorse il forno per il pane per il fabbisogno di tutto il paese. Proseguendo verso sud si trovavano tre blocchi di abitazioni disposte in modo da formare una piazzetta intitolata al direttore della fabbrica, Schacher.
Il modello era l’imitazione di realtà venete come quelle dei Rossi di Schio, dei Marzotto di Valdagno e forse di più dei Crespi d’Adda con la differenza sostanziale che, mancando un progetto unitario, si costruiva qua e là nel paese, per far fronte all’aumento demografico. Ed è proprio questa “casualità” a spiegare il deterioramento del rapporto tra il padrone e gli operai rispetto alle esperienze sopracitate, anche se è doveroso ricordare cha Antonini dovette gestire un’azienda venutasi a trovare nella prima linea della Grande Guerra.

Tornando al villaggio, dobbiamo aggiungere due blocchi denominati Contrade, la Caserma dei Carabinieri e, dopo il 1900, una struttura abitativa simile alle case a ringhiera di Milano, chiamata “I Pergoli”. Antonini pensò di favorire i momenti aggregativi degli abitanti del paese con la costruzione di un circolo culturale, dell’asilo e di una piccola chiesa al fine di far rispettare il precetto festivo ai dipendenti organizzati in tre turni. Il campo sportivo verrà negli anni ’30 ad opera del Linificio & Canapificio Nazionale. Si aggiunse poi una filanda (1906) con l’annesso dormitorio per le operaie, gestito dalla Suore di Carità. 

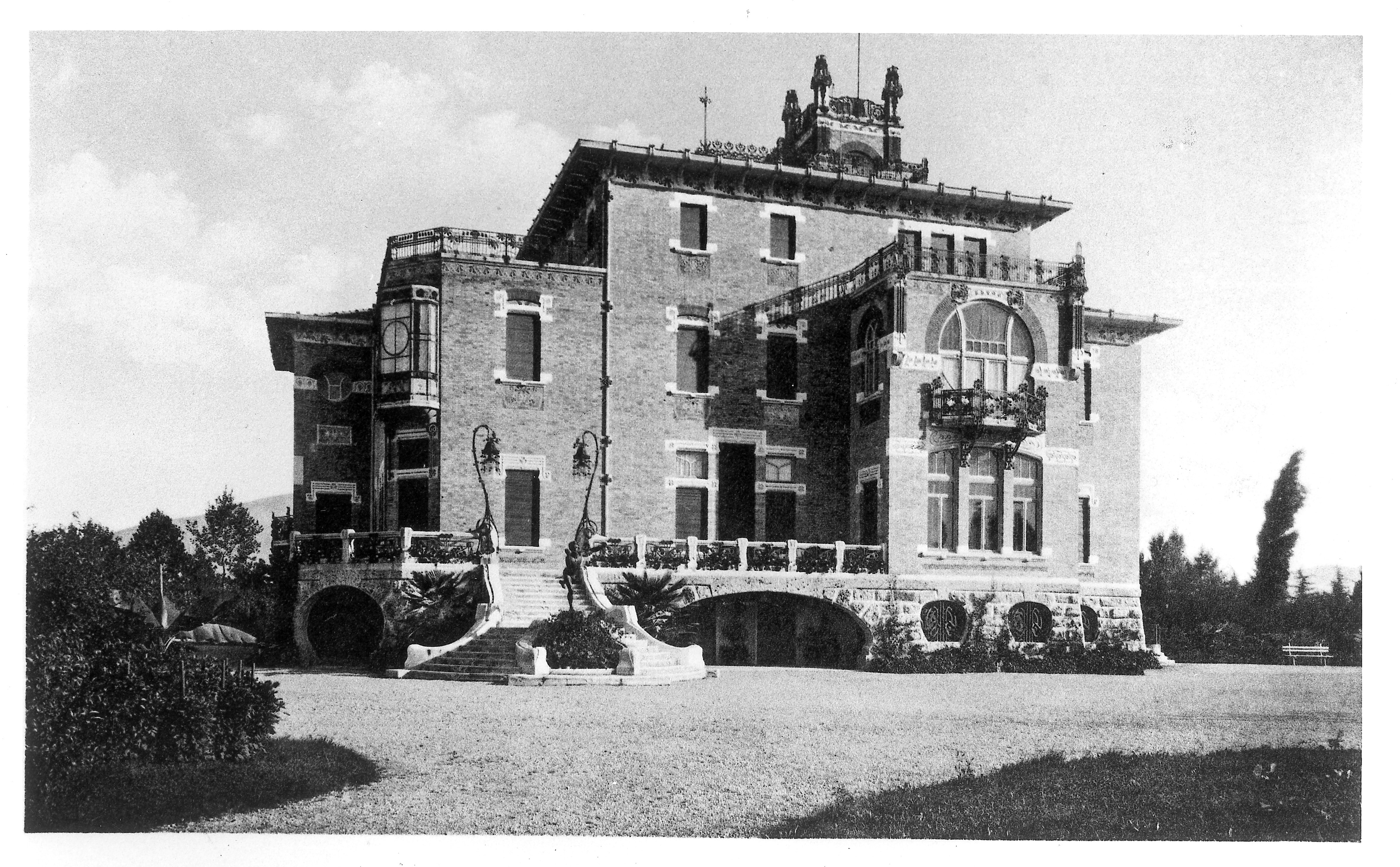
Villa Andrea

Da citare pure i villini dei direttori, costruzioni di un certo pregio ed infine Villa Andrea, la villa del padre padrone, sontuosa abitazione di stile liberty impreziosita dai ferri battuti dell’officina milanese di Alessandro Mazzucotelli e dalle decorazioni del pittore Giuseppe Vizzotto Alberti. Costruita attorno al 1900 fu gravemente danneggiata dai bombardamenti della Grande Guerra. Quando Antonini lasciò Crocetta nel 1920 fu venduta e demolita nel corpo principale. Rimangono oggi i bellissimi villini della portineria e delle scuderie.
Oggi il villaggio appare ancora più snaturato, poiché i proprietari delle singole abitazioni hanno provveduto a dei restauri avulsi dal contesto edilizio originario.

## Innovazione

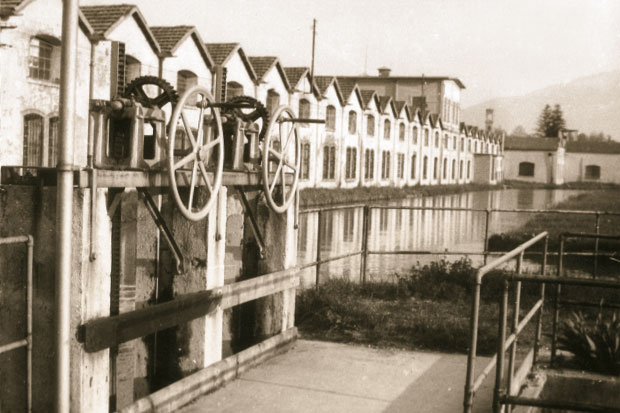
Canapificio Veneto lato canale Brentella

A fine ‘800 il modello di fabbrica era quello perfezionato durante la Prima Rivoluzione industriale, caratterizzato cioè da edifici stretti e lunghi, alti 3-5 piani, costruiti sopra un’unica fonte di energia prodotta da macchine a vapore, oppure da turbine idrauliche. Un esempio è la Fabbrica Alta di Schio (Vicenza). L’energia veniva trasmessa alle diverse macchine attraverso un grande albero verticale che arrivava fino all’ultimo piano. Ad ogni piano il moto rotatorio passava, tramite ingranaggi, a uno o due lunghi alberi orizzontali ed infine trasmesso ad ogni macchina tramite cinghie. Allo scopo di evitare la rottura degli assi per torsione eccessiva, le macchine che richiedevano più potenza erano poste più vicine alla fonte di energia e non secondo la sequenza ottimale di lavorazione.

L’energia elettrica consentì per la prima volte di disaccoppiare la produzione dall’utilizzo di energia perché, al posto di pesanti e rigidi assi e ingranaggi, bastavano dei flessibili e relativamente sottili cavi elettrici. Da qui derivano le prime dinamo (generatori di corrente continua) accoppiate con uno o più motori elettrici. Con il successivo passaggio alla corrente alternata, generatori e motori diventarono più semplici, affidabili ed economici, al punto che ogni macchina poté avere il proprio motore, fino ad arrivare ad oggi, quando anche semplici macchine domestiche hanno al loro interno più motori per diverse funzionalità.

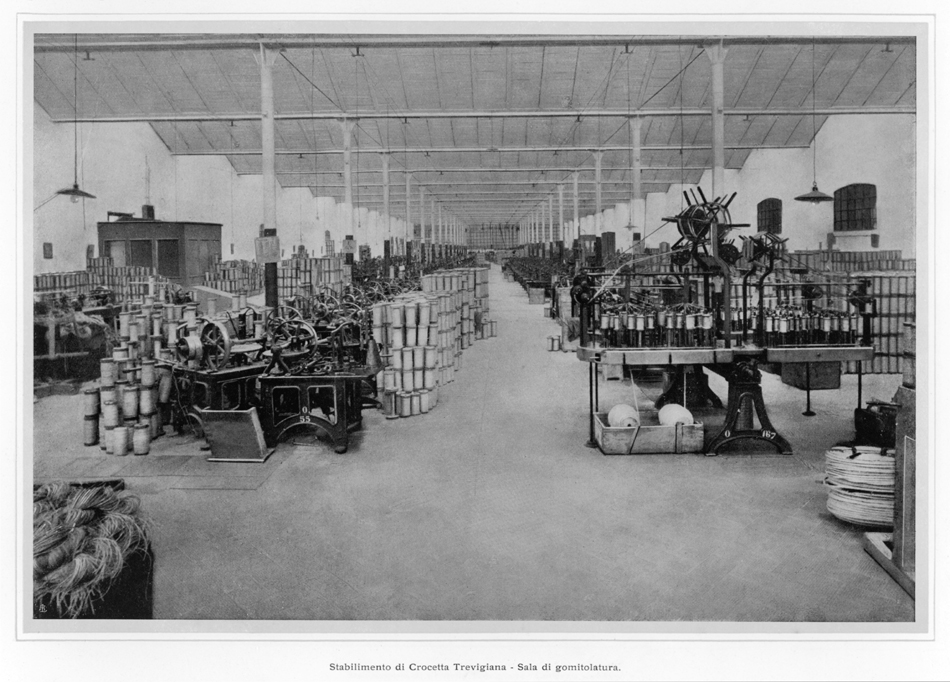
Sala gomitolatura 1920 circa

Come ha acutamente osservato il prof. Paul A. David di Stanford (USA), il salto di qualità della Seconda Rivoluzione Industriale è dovuto oltre che al passaggio alle fabbriche orizzontali, dove le macchine con motore elettrico potevano finalmente essere posizionate secondo il naturale flusso di lavorazione, anche per:
- costruzione degli edifici più economica.
- migliore regolazione di potenza e velocità della macchina in base alla lavorazione.
- maggior confort e sicurezza nel lavoro per l’assenza delle cinghie che trasmettevano l’energia alla macchina.
- maggior responsabilizzazione dell’operaio nel controllo della sua macchina e maggiore specializzazione.

Questo cambio di paradigma richiese decenni, ma generò volumi di produzione ed economie che resero molti beni accessibili anche gli operai che li avevano prodotti. 
Nel caso del Canapificio Veneto lo spirito pionieristico si deve ad uno dei proprietari, Andrea Antonini, dopo viaggi di studio per l’Europa e specialmente nella Boemia, dove nasceva la produzione di dinamo e motori. Il primo direttore infatti fu il boemo Neutwich che si occupò dell'avvio delle macchine e successivamente fu un certo George Schacher a cui fu pure intitolata una piazzetta del nuovo comune di Crocetta Trevigiana, divenuta in seguito Piazza Cadorna.

Questa innovazione richiamò l’interesse di altri imprenditori tra cui il brianzolo Paolo Viganò, il quale 20 anni dopo, nel 1903, inaugurò nel vicino comune di Caerano San Marco (Treviso) e sullo stesso canale una nuova centrale, allo scopo esclusivo di produrre e vendere energia. Ciò contribuì all’industrializzazione locale con il vantaggio che l’energia idroelettrica veniva venduta a metà di quella termoelettrica (prodotta dal carbone con macchine a vapore). 

Nella zona di Milano la prima centrale idroelettrica fu quella di Paderno d'Adda nel 1895. L’Industria Idroelettrica Italiana, fondamentale per lo sviluppo economico di un paese privo di carbone, cominciò a svilupparsi a cavallo del 900.

## Lavoro
La realtà socio-economica del territorio che vide la nascita del Canapificio Veneto non può prescindere dall’analisi della situazione del Trevigiano alla fine dell’Ottocento. Anche in queste zone stava nascendo l’industria, con una riconversione del mondo agricolo messo in difficoltà da una crisi del settore. Non riguardava i grossi proprietari terrieri, ma i piccoli agricoltori che, indebitandosi fino all’impossibile, erano riusciti ad accaparrarsi un pezzo di terra per riscattarsi dalla condizione di sudditi. Purtroppo si erano presto resi conto che la famiglia patriarcale non poteva trovare sostentamento dai frutti della terra, gravati da innumerevoli imposte, non ultima la tassa sul macinato. Si manifestava pure la concorrenza del grano americano, favorita dall’introduzione della navigazione su mezzi a vapore. Neanche gli introiti provenienti dall’allevamento del baco da seta riuscivano a far quadrare i magri bilanci familiari.

La scomparsa dalle campagne dei beni comunali stava determinando un nuovo ordine sociale basato sul mercato e sulla nascente borghesia. Inoltre la privatizzazione del Montello (una grande zona collinare confinante) aveva precluso qualsiasi reddito alle persone che venivano definiti bisnenti. Modesti contadini, pur se proprietari, non potendo far fronte agli impegni, erano costretti a svendere il loro piccolo appezzamento di terreno. Si calcola che su una popolazione complessiva della provincia trevigiana di 350.000 abitanti almeno 30.000 stavano cedendo la loro piccola proprietà per divenire braccianti alla ricerca di collocazione e molto spesso destinati all’emigrazione. Dalla zona montelliana nel 1876 furono circa 3.000 gli emigrati. Quelli diretti in Brasile tra il 1886 e 1888 dalla località di Ciano del Montello, furono ben 398 su una popolazione di 2.000 unità.

Questo era l’ambiente quando aprì i battenti il Canapificio e forse ci si illuse che la grande fabbrica avrebbe potuto risolvere il problema dell’eccesso di manodopera. In realtà leggiamo sul quotidiano L’Adriatico (17 maggio 1884) che  “Le popolazioni locali conducevano una vita quasi vagabonda, boscaioli di frodo o contadini trascurati, non sapevano adattarsi alla vita assidua dell’operaio manifatturiero. Le 500 operaie e i 150 operai si dovettero raccogliere da 44 paesi diversi e molti, dopo aver lavorato qualche giorno si allontanavano con gran danno alla lavorazione. Fu per evitare tale inconveniente che fu eretta la casa operaia nella quale trovarono alloggio gratuito 220 operaie, e nell’annessa cucina economica, abbondanti razioni di pane, di minestra, di carne….”

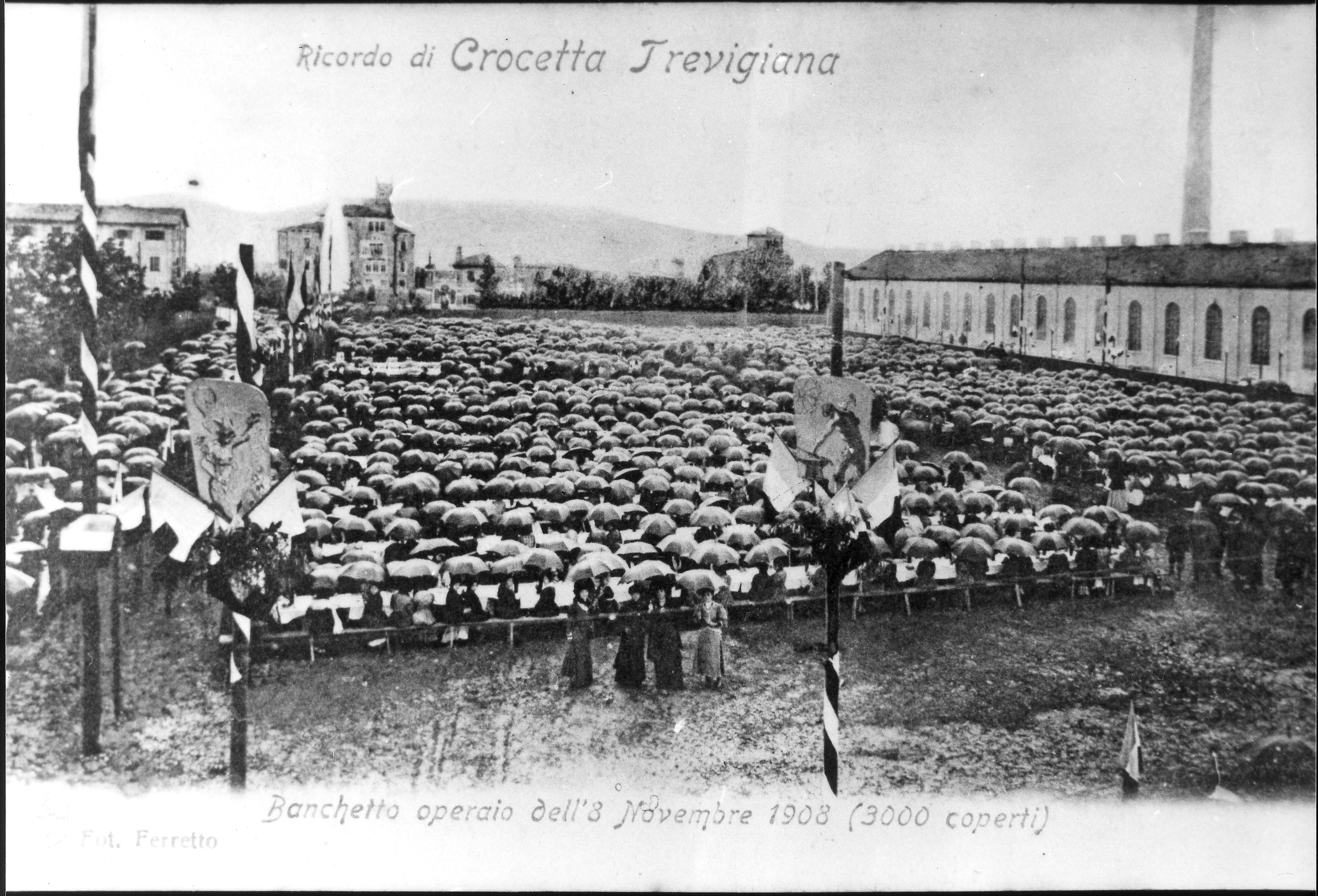
Pranzo dipendenti Canapificio 8-11-1908

Dalle iniziali 500 unità si passò dopo una ventina d’anni a 1.500, per arrivare nel 1908 a quasi tremila dipendenti. Dal grandioso pranzo del 1908 in occasione dei 25 anni dall’apertura del Canapificio, si passò gradatamente ad un clima di malcontento sia per le malsane condizioni di lavoro che per i bassi salari.
Verso la fine di giugno del 1913 la direzione del Canapificio fu assunta da Giovanni Lébreton, genero di Antonio Antonini. Questi non era ben visto dalle maestranze che avevano subìto le sue angherie nei reparti, perciò alcuni operai decisero di far conoscere la situazione che regnava nella fabbrica, inviando delle denunce anonime a “Il Popolo Sovrano” di Venezia. Il giornale pubblicò una serie di articoli istigando gli operai a rivoltarsi. Il Lébreton, volendo dimostrare al suocero che ci sapeva fare, convinse i capi reparto ad avvicinare i dipendenti per invitarli ad una dimostrazione di simpatia e plauso verso il cav. Antonini e di protesta contro “Il Popolo Sovrano”. 

Il corteo organizzato per lunedì 30 giugno, con cartelloni inneggianti alla dirigenza della fabbrica, giunto nei pressi della villa si arrestò. Quasi tutti gli operai si ribellarono, presero bandiere e cartelloni e li gettarono nelle acque del Brentella, ed alti echeggiarono i fischi e le proteste. Poi parve che gli animi si calmassero e che gli operai rientrassero in fabbrica.
L’eccitazione degli animi però riprese presto il dominio sui lavoratori che verso le otto e mezza di sera uscirono tumultuosamente dall’opificio, gridando come ossessi e proclamando lo sciopero. Riuniti in drappelli si diressero al Municipio, iniziarono una fitta sassaiola rompendo vetri e spezzando le piante che si ergevano sul piazzale. Proseguirono per Cornuda e anche qui ruppero lampade, lampioni e vetri e poi sempre tumultuosi si diedero ad atti di vandalismo in ogni dove. Quando la loro ira ebbe sfogo, ritornarono sui loro passi e si dileguarono verso la mezzanotte per prepararsi al domani.
La mattina dopo percorsero tutti insieme le strade dei paesi vicini urlando la loro rabbia. E così il giorno successivo il Prefetto, informato dell’accaduto, inviò in aiuto alle forze d’ordine locali 20 militari, una Compagnia del 55º Fanteria ed uno squadrone del 5° Lancieri. Sul posto arrivarono anche il segretario della Camera del Lavoro di Treviso Napoleone Porro, l’avvocato Cleanto Boscolo e il Prof. Oreste Carniello. Si organizzarono comizi e, all’indomani, dopo il discorso infervorato del giovane Guido Bergamo, venne costituita una commissione presso la locanda all’Antiga, dove ognuno avrebbe potuto dire la sua. Emerse quella che il “Il Popolo Sovrano” definì la statistica dello sfruttamento.
Le richieste degli scioperanti furono chiaramente espresse:
- Aumento di 40 centesimi sull’attuale paga giornaliera, per tutti.
- Ingresso nel consiglio di amministrazione della cassa malati dei rappresentanti degli operai.
- Nomina di una commissione per introdurre regolamenti igienici nelle sale di lavoro.
- Equa e ridotta applicazione delle multe disciplinari.
- Imposizione ai capi ed assistenti di maggior rispetto per gli operai.

Di fronte alla compattezza delle maestranze la direzione minacciò di chiudere lo stabilimento. Un primo incontro fra le parti finì in rottura e quindi ripresero cortei e comizi sia a Crocetta che in altri paesi. Si aprirono sottoscrizioni in denaro e in natura a favore dei lavoratori, mentre il padrone tuonava: “Piuttosto di cedere incendierò lo stabilimento”.

I giornali dell’epoca, da fronti diversi, riempirono pagine e numeri speciali sullo sciopero. Troppo lungo sarebbe dar conto delle venti giornate di Crocetta. Alla fine la direzione, per mezzo di alcuni mediatori formulò una proposta di compromesso. Il 19 luglio all’Albergo dell’Antiga si riunirono i signori cav. Riccardo Ancilotto e Guido Cocchi quali rappresentanti del Cav. Antonini ed i Signori Napoleone Porro, segretario della Camera del Lavoro di Treviso, Giuseppe Chiostergi e Guido Bergamo, quali rappresentanti della commissione direttiva dello sciopero, al fine di verificare l’ipotesi di accordo. Le condizioni furono: 

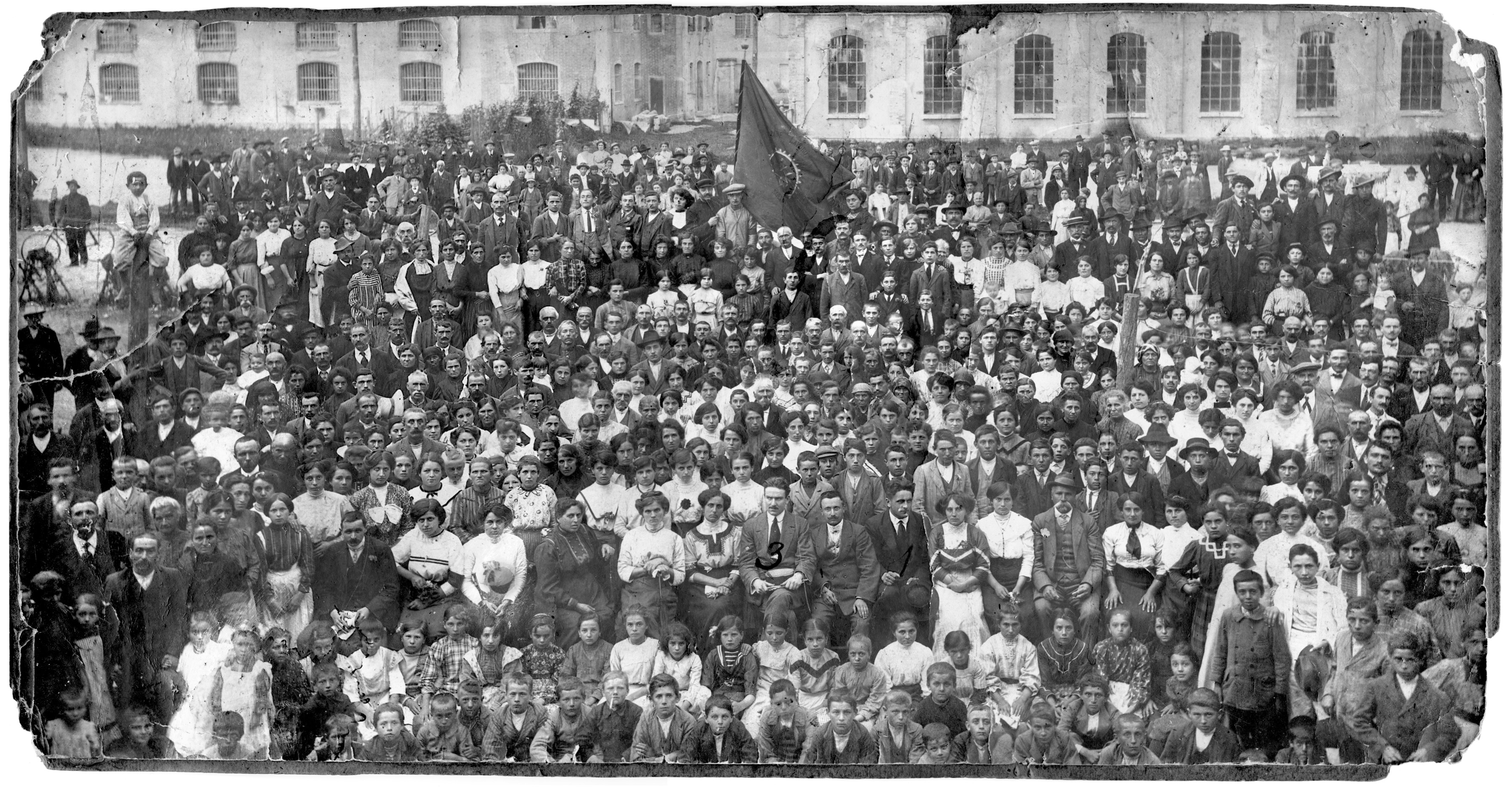
Sciopero del 1913

- Riammissione di tutti gli operai scioperanti al lavoro senza esclusioni.
- Istituzione di un consiglio della Cassa Malati composto per metà da rappresentanti degli operai e per metà da persone scelte dai proprietari.
- Aumento generale delle mercedi per un importo di 60.000 Lire da ripartirsi fra gli operai in base a criteri stabiliti da apposita commissione mista.
- A titolo di pacificazione un quarto del salario per tutte le giornate di sciopero agli operai che erano presenti nell’opificio prima della agitazione e che avrebbero ripreso il lavoro entro i giorni di lunedì e martedì 21 e 22 luglio.

I rappresentanti della Commissione dichiararono di accettare le suddette proposte e si impegnarono a far rientrare gli operai al lavoro.
Il comizio delle ore 19 fu la prova finale. Davanti ad una folla immensa il segretario camerale lesse il concordato e chiese il plebiscito dei presenti. Tutte le mani si alzarono; alla controprova nessuna.
Domenica 20 luglio 1913 la piazza Schacher brulicava di operai festanti per il comizio conclusivo, in attesa del fotografo Garatti di Treviso, che avrebbe immortalato l’evento. 
Poco più tardi, all’interno del Canapificio venne costituita una Società di Mutuo Soccorso che prevedeva l’iscrizione obbligatoria di tutti gli operai del Canapificio. Il fondo di dotazione era formato dalla vecchia cassa ammalati, dalle multe e da una contribuzione sulla retribuzione dell’1%. Una postilla obbligava gli iscritti ad astenersi da qualsiasi manifestazione politica. Un po’ la lunga mano di Antonini e dei suoi capi che si prendevano una rivincita.